# Dániel Ligeti
Dániel Ligeti (Szombathely, 31 luglio 1989) è un lottatore ungherese specializzato nella lotta libera.

## Palmarès
- Europei

Dortmund 2011: bronzo nei 120 kg
Belgrado 2012: argento nei 120 kg
Vantaa 2014: bronzo nei 125 kg
Budapest 2022: bronzo nei 125 kg